# Победа (станция метро, Харьков)
«Победа» (укр. Перемога,  (слушать)о файле) — станция Харьковского метрополитена, северо-восточная конечная Алексеевской линии. На текущий момент последняя открытая станция метро на Украине. Возле станции планируется сооружение автовокзала северного направления.
По программе строительства метрополитена, станция должна была быть открыта в 2014 году. В связи с экономическим кризисом и отсутствием финансирования стройка была приостановлена. 21 января 2015 года на сессии Харьковского городского совета было решено выделить на продолжение строительства участка «Алексеевская» — «Победа» 40 млн гривен, однако эта сумма не покрывала всех затрат для окончания строительства. На 15 августа 2015 года бюджетом города было профинансировано более 60 млн грн, ещё примерно столько же город проинвестировал до конца года. Проект оформления станции был пересмотрен в связи с законом о декоммунизации на Украине.
Торжественное открытие станции состоялось 19 августа 2016 года c участием Президента Украины Петра Порошенко. С 15.00 25 августа 2016 года станция «Победа» открыта для обслуживания пассажиров.

## Строительство
Подготовительные работы по сооружению станции начались в 1984 году, вместе с началом работ по строительству всех станций Алексеевской линии. По плану 1984 года, участок линии от станции «проспект Ленина» до станции «пр. Победы» предполагалось сдать одной очередью в 1993 году (по плану 1989 года — в 1995 году). Впоследствии сдача станции была перенесена к третьей очереди. К 1993 году был наполовину готов тоннель между «Интернациональной» (сейчас — «Алексеевская») и «проспект Победы».
По программе харьковского областного совета строительство станции должны были закончить ещё в 2009 году, но из-за недостатка финансирования дату много раз переносили. В марте 2010 года городской глава Михаил Добкин принял решение отказаться от строительства станции в пользу расширенных тупиков для отстоя поездов, а свободные средства направить на строительство метро в сторону Аэропорта, однако через неделю изменил решение.
Из более чем 300 млн гривен, необходимых для завершения строительства станции, 254 планировалось освоить в 2011 году и 53 в 2012 году. На январь 2011 года уже были практически готовы тоннели, их оставалось продлить на 300 м.
31 января 2011 года прошла церемония заливки первого кубометра бетона и закладка памятной капсулы. Из-за недостаточного финансирования (3 млн вместо 20 млн в месяц) чуть позднее был озвучен перенос открытия станции на 23 августа 2012 года.
16 августа 2011 года Кабинет министров Украины выделил Харьковской облгосадминистрации 101,363 млн грн. на продолжение строительства участка третьей линии Харьковского метрополитена до станции «Победа». Новым сроком сдачи станции в эксплуатацию был назван конец 2012 года. Первые 50 млн транша поступили на счета дирекции метростроя 27 сентября. Через два месяца прибыла и вторая субвенция размером 51 млн. Эти деньги планировалось потратить на трансформаторную подстанцию и другое оборудование, необходимое для эксплуатации станции.
6 декабря 2011 года городской глава Харькова Кернес при посещении станции сообщил, что её готовность составляет 45 %.
1 февраля 2012 года директор КП «Харьковская дирекция строительства метрополитена» Наталья Линник заявила, что готовность станции метро «Победа» достигла 58 %. Также она сообщила, что выделенные в 2011 году 101 млн гривен были полностью освоены.
22 августа 2012 года президент Украины Виктор Янукович по результатам своей рабочей поездки в Харьковскую область дал распоряжение обеспечить предоставление государственной финансовой поддержки в 2012—2013 годах строительству Харьковского метрополитена для введения в эксплуатацию станции «Проспект Победы», а также продолжения проектных и подготовительных работ на новом участке метрополитена от станции «Метростроителей имени Г. И. Ващенко» до станции «Одесская». Предполагалось выделение 150 млн гривен в 2012 году и 250 млн гривен в 2013 году.
В конце мая — начале июня 2013 года возобновились строительные работы, а предполагаемый срок открытия был сдвинут на 2014 год. В ходе строительства проезжая часть проспекта Победы была временно перенесена в сторону разворотного круга троллейбусов, а трамвайные пути — временно демонтированы.
До конца июля 2014 года на строительстве станции планировалось освоить более 300 миллионов гривен.
В феврале 2014 года была начата отделка её вестибюлей. Затем, после прекращения строительных работ стройку заморозили до января 2015 года. В конце февраля-начале марта строительство вновь было приостановлено и затем возобновилось 23 апреля 2015 года.
В конце августа 2015 года участок проспекта Победы в районе пересечения с проспектом Людвига Свободы, который был перекрыт в связи со строительством станции, был открыт — произведено восстановление проезжей части и трамвайных путей. После двухлетнего перерыва по проспекту Победы вновь было возобновлено движение трамваев.
В начале сентября 2015 была начата прокладка рельсов (длиной примерно полтора километра) на участке от новой станции до станции «Алексеевская».
С 25 декабря 2015 года, в рамках предпусковых работ и для организации эффективной транспортной схемы в условиях открытия новой станции метро, было открыто движение по новой троллейбусной линии на участке от новой станции до конечной остановки трамвайного маршрута № 20. Маршруты троллейбусов № 2 и № 40 были продлены до новой конечной.

## Запуск
21 декабря 2010 года при открытии станции «Алексеевская» вице-премьер Украины Борис Колесников назвал датой открытия станции «Проспект Победы» 7-8 мая 2012 года.
По состоянию на конец 2011 года для полного окончания строительства станции требовалось не менее 245 млн грн. (около 30 млн. долларов).
Затем пуск планировалось назначить на 9 мая 2013 года, впоследствии городской глава Харькова Геннадий Кернес заявил о переносе открытия станции на День города (23 августа 2013 года) или даже на зиму 2013 года.
В июне 2013 года при возобновлении строительных работ был назван новый вероятный срок открытия станции — вторая половина 2014 года. В январе 2015 года были названы новые сроки — до конца 2015 года.
Торжественное открытие станции состоялось 19 августа 2016 года c участием Президента Украины Петра Порошенко. Однако первые дни после открытия станция не обслуживала пассажиров: для этого необходимо было соответствующее решение исполкома горсовета о передаче станции с баланса метростроя на баланс КП «Харьковский метрополитен». 23 августа Кабинет министров Украины дал разрешение на введение в эксплуатацию станции.
Для обслуживания пассажиров станция была открыта с 15:00 25 августа 2016 года.

## Архитектура
«Победа» является двухэтажной станцией с балконами по бокам, по которым люди смогут переходить с одной стороны проспекта Победы на другую, а также спускаться на лифте для лиц с ограниченной подвижностью.
Тематика станции — День победы над нацизмом во Второй мировой войне. Декоративные панно в технике эмали, расположенные на путевых линиях, изготовили заслуженные художники Украины, супруги Игорь Моргунов и Ольга Ерофеева с дочерью Алёной. Из 15 вариантов эскизов был выбран один — решётка с цветами из меди и эмалевыми вставками. В центре должны были располагаться ордена «Победа», выполненные из меди и эмали.
11 марта 2011 года на градостроительном совете утвержден окончательный проект станции метро «Победа».
В 2015 году в проекте станции в связи с принятием законов о декоммунизации на Украине была убрана часть символики советских времён — советские ордена на стенах станции были заменены на название станции «Победа», при этом комплексное оформление станции в честь освободителей Харькова от нацистов во время Великой Отечественной войны осталось неизменным.